# Brandon Rodríguez
Pour les articles homonymes, voir Rodríguez.
Brandon Rodríguez, né le 23 mars 2001, est un coureur cycliste salvadorien.

## Biographie
Brandon Rodríguez participe à ses premières courses cyclistes sur route en 2019,. Durant cette saison, il est sacré champion du Salvador chez les juniors (moins de 19 ans). Il devient ensuite champion national à plusieurs reprises dans la catégorie des espoirs (moins de 23 ans). 
En 2022, il représente son pays aux Jeux bolivariens de Valledupar, en Colombie. Lors de la saison 2023, il se distingue en terminant troisième du championnat d'Amérique centrale et quatrième du championnat panaméricain sur route, toujours chez les espoirs.

## Palmarès et résultats

### Par année
- 2019
  -  Champion du Salvador sur route juniors
  - 2e du championnat du Salvador du contre-la-montre juniors
- 2020
  -  Champion du Salvador du contre-la-montre espoirs
  - 2e du championnat du Salvador sur route espoirs
- 2021
  -  Champion du Salvador sur route espoirs
  -  Champion du Salvador du contre-la-montre espoirs
- 2023
  -  Champion du Salvador sur route espoirs
  -  Champion du Salvador du contre-la-montre espoirs
  -  Médaillé de bronze du championnat d'Amérique centrale sur route espoirs
- 2024
  -  Champion du Salvador sur route
  -  Champion du Salvador du contre-la-montre
- 2025
  -  Champion du Salvador sur route
  -  Champion du Salvador du contre-la-montre

### Classements mondiaux
| Année            | 2021 |
| ---------------- | ---- |
| UCI America Tour | 149e |